# Orectolobus hutchinsi
Orectolobus hutchinsi — вид рода ковровых акул одноимённого семейства отряда воббегонгообразных. Они встречаются в восточной части Индийского океана у побережья Австралии. Максимальная зарегистрированная длина 149 см. У них приплюснутые и широкие голова и тело. Голова обрамлена характерной бахромой, образованной кожными лоскутами.

## Таксономия
Впервые вид был научно описан в 2006 году. Голотип представляет собой взрослого самца длиной 132,5 см, пойманного донной жаберной у острова Роттнест на глубине 39 м. Паратипы: самка длиной 36,9 см, пойманная там же на глубине 5 м; неполовозрелые самцы длиной 92,1—100,5 см и самка длиной 100,9 см, пойманные неподалёку от Грин Хэд на глубине 79 м; неполовозрелые самец и самка длиной 23,4 и 23,6 см, пойманные рядом с Албани Западная Австралия; неполовозрелые самец и самка длиной 24,6 и 34,1 см, пойманные в Банкерс-Бэй на глубине 0,1—5 м; неполовозрелый самец длиной 57,6, пойманный на мысе Перон; развитые эмбрионы самца и самки длиной 20—20,2 см, полученные из залива Шарк и самец длиной 90,5, пойманный на удочку рядом с Оушн риф.
Вид назван в честь смотрителя Западноавстралийского музея в Перте Барри Хатчинса, который первым составил отчёт о новом виде акул в 1983 году.

## Ареал
Orectolobus hutchinsi являются эндемиками западного побережья Австралии и встречаются на мелководье континентального шельфа от Корал-бэй (23°08′ ю. ш. 113°46′ в. д.) до Гропер-блафф (34°30′ ю. ш. 118°54′ в. д.) на глубине от 0,1 до 106 м.

## Описание
У Orectolobus hutchinsi приплюснутые и широкие голова и тело. Окраска очень жёлто-коричневое тело покрыто хорошо очерченными тёмно-коричневыми седловидными отметинами, белые пятна, отметины или сетчатый узор отсутствуют. Ноздри обрамлены усиками, состоящими из двух лопастей. Лопасти кожной бахромы, расположенные позади брызгалец, плохо развиты. Ширина рта в 4,7—10,2 раз больше преорального расстояния. На спине молодых акул имеются бородавчатые выступы, которые у взрослых акул отсутствуют. Спинные плавники наклонены назад. Основание первого спинного плавника начинается на уровне середины оснований брюшных плавников. Расстояние между спинными плавниками составляет 0,38—0,56 длины основания анального плавника. Внутренний край анального плавника в 0,8—1,1 раза больше внешнего края. Во рту имеется 25—27 верхних зубных рядов. Срединный ряд на симфизе верхней челюсти рудиментарный. Количество позвонков в туловищном отделе скелета 48—50. Количество витков спирального кишечного клапана 26—28.

## Биология
Максимальная зарегистрированная длина 149 см. Самцы и самки достигают половой зрелости при длине 112 и 110 см соответственно. У этих акул, вероятно, двух или трёхгодичный цикл воспроизводства. В помёте 18—29 новорожденных длиной 22—26 см. Беременность длится 9—11 месяцев. Роды происходят с июля по сентябрь. Соотношение количества самцов и самок в помёте примерно равно. Orectolobus hutchinsi являются оппортунистическим хищником, их рацион состоит из костистых рыб и осьминогов. 

## Взаимодействие с человеком
Вид не представляет интереса для коммерческого рыбного промысла. В качестве прилова эти акулы попадаются в донные жаберные сети и тралы, а также при ловле лобстеров. В водах Западной Австралии все акулы и скаты находятся под защитой закона. Данных для оценки Международным союзом охраны природы статуса сохранности вида недостаточно.